# Opshomala intermedia
Opshomala intermedia är en insektsart som beskrevs av Bruner, L. 1920. Opshomala intermedia ingår i släktet Opshomala och familjen gräshoppor. Inga underarter finns listade i Catalogue of Life.